# Stylobates birtlesi
Stylobates birtlesi is een zeeanemonensoort uit de familie van de Actiniidae. De wetenschappelijke naam van de soort is voor het eerst geldig gepubliceerd in 2011 door Crowther, Fautin & Wallace.